# سيدريك لويس
سيدريك لويس (بالإنجليزية: Cedric Lewis)‏ مواليد 24 سبتمبر 1969 في واشنطن العاصمة، هو لاعب كرة سلة أمريكي سابق. بدأ مسيرته الاحترافية في سنة 1991. حمل الرقم 42. يبلغ طوله 6 قدم 10 بوصة (2.1 م). اعتزل اللعب في 1997. لعب مع واشنطن ويزاردز في الدوري الأمريكي لكرة السلة للمحترفين.

## روابط خارجية
- سيدريك لويس على موقع إن بي أي (الإنجليزية)
- سيدريك لويس على موقع سبورتس رفرنس (الإنجليزية)
- سيدريك لويس على موقع كرة السلة الأوروبية.كوم (الإنجليزية)
- سيدريك لويس على موقع كلية كرة السلة في سبورتس رفرنس.كوم (الإنجليزية)
- سيدريك لويس على موقع ريلجم (الإنجليزية)
- سيدريك لويس على موقع بروبوليرز (الإنجليزية)